# Rolling star
〈Rolling star〉(롤링 스타)는 일본 가수 YUI의 일곱 번째 싱글이다. 2007년 1월 17일에 스튜디오세븐 레코딩에서 발매되었다. 만화 "블리치"의 5기 오프닝에 삽입되었으며, Fender American Series Telecaster Chrome Red라는 일렉트릭 기타를 처음으로 사용하였다.

## 곡 목록
1. Rolling star
2. Winter Hot Music
3. I Remember You ~Yui Acoustic Version~
4. Rolling Star ~Instrumental~

## 차트 기록
오리콘 싱글 차트
| 차트                  | 최고 순위 | 총 판매량 |
| --------------------- | --------- | --------- |
| 오리콘 일일 싱글 차트 | 3위       |           |
| 오리콘 주간 싱글 차트 | 4위       | 169,277   |
| 오리콘 월간 싱글 차트 | 6위       |           |